# Еміль Купфер
Еміль Купфер (нім. Emil Kupfer) — швейцарський футболіст, що грав на позиції захисника. Виступав, зокрема, за клуб «Янг Фелловз». Володар Кубка Швейцарії.

## Клубна кар'єра
Виступав у складі клубу «Янг Фелловз Цюрих» у вищому дивізіоні чемпіонату Швейцарії. Виступав у складі команди щонайменше з 1929 року. Грав за клуб у найкращому сезоні в його історії 1935-36 р. «Янг Фелловз» став другим у чемпіонаті, а також виграв Кубок Швейцарії. У півфіналі клуб з Цюриха переміг «Янг Бойз» з рахунком 4:1, а у фіналі обіграв «Серветт» — 2:0.
Влітку 1936 року брав участь в Кубку Мітропи. Швейцарські клуби вперше отримали запрошення виступити в турнірі, розпочинали свій шлях в кваліфікаційному раунді і всі четверо представників не змогли пройти далі. «Янг Фелловз» зустрічався з угорським клубом «Фебуш» і без шансів двічі програв 0:3 і 2:6. В сезоні 1936-37 став бронзовим призером чемпіонату Швейцарії. Грав за «Янг Фелловз» до 1940 року.
Після цього є згадка про виступи Купфера в 1943 році за клуб «Цуг» з однойменного міста.

## Статистика виступів

### Статистика виступів в чемпіонаті
Виступи у вищому дивізіоні чемпіонату Швейцарії, починаючи з сезону 1933/34.
| Сезон   | Клуб        | Ліга                | Матчі | Голи |
| ------- | ----------- | ------------------- | ----- | ---- |
| 1933/34 | Янг Фелловз | Чемпіонат Швейцарії | 17    | 0    |
| 1934/35 | Янг Фелловз | Чемпіонат Швейцарії | 18    | 0    |
| 1935/36 | Янг Фелловз | Чемпіонат Швейцарії | 23    | 0    |
| 1936/37 | Янг Фелловз | Чемпіонат Швейцарії | 7     | 1    |
| 1937/38 | Янг Фелловз | Чемпіонат Швейцарії | 12    | 0    |
| 1938/39 | Янг Фелловз | Чемпіонат Швейцарії | 9     | 0    |
| 1939/40 | Янг Фелловз | Чемпіонат Швейцарії | 4     | 1    |
| РАЗОМ   |             |                     | 90    | 2    |

### Статистика виступів у Кубку Мітропи
| №                      | Розіграш               | Стадія                 | Дата та місце проведення | Команда 1              | Рахунок | Команда 2   | Голи |
| ---------------------- | ---------------------- | ---------------------- | ------------------------ | ---------------------- | ------- | ----------- | ---- |
| 1                      | 1936                   | кв. раунд              | 07.06.1936 Цюрих         | Янг Фелловз            | 0:3     | Фебуш       |      |
| 2                      | 1936                   | кв. раунд              | 14.06.1936 Будапешт      | Фебуш                  | 6:2     | Янг Фелловз |      |
| Всього в Кубку Мітропи | Всього в Кубку Мітропи | Всього в Кубку Мітропи | Всього в Кубку Мітропи   | Всього в Кубку Мітропи | 2       |             | 0    |

## Титули і досягнення
- Срібний призер чемпіонату Швейцарії (1):

«Янг Фелловз»: 1935–1936
- Бронзовий призер чемпіонату Швейцарії (1):

«Янг Фелловз»: 1936–1937
- Володар Кубка Швейцарії (1):

«Янг Фелловз»: 1935–1936